# Jürgen Seyfarth
Jürgen Seyfarth (20 de julio de 1962) es un deportista de la RDA que compitió en remo. Ganó tres medallas de plata en el Campeonato Mundial de Remo entre los años 1981 y 1983.

## Palmarés internacional
| Campeonato Mundial | Campeonato Mundial | Campeonato Mundial | Campeonato Mundial |
| Año                | Lugar              | Medalla            | Prueba             |
| ------------------ | ------------------ | ------------------ | ------------------ |
| 1981               | Múnich (RFA)       | Medalla de plata   | Dos con timonel    |
| 1982               | Lucerna (Suiza)    | Medalla de plata   | Dos con timonel    |
| 1983               | Duisburgo (RFA)    | Medalla de plata   | Ocho con timonel   |